# Centre ÉPIC
Pour les articles homonymes, voir EPIC.
Le Centre ÉPIC est un centre de médecine préventive et de conditionnement physique situé à Montréal. Le sigle ÉPIC signifie étude pilote de l'Institut de cardiologie.

## Historique
En 1968, le Centre ÉPIC voit le jour. Considéré comme une étude pilote de l'Institut de cardiologie de Montréal (ICM), ÉPIC vise à démontrer les bienfaits de l'exercice sur le système cardio-vasculaire. 

### 1969
ÉPIC met sur pied son premier groupe sous surveillance médicale constitué de personnes atteintes de maladies cardio-vasculaires. Ce nombre est passé de 15, en 1969, à plus de 800 en 1989.

### 1973
La Fondation ÉPIC construit le premier Centre canadien de médecine préventive et d'activité physique. Ce projet est rendu possible, en grande partie, grâce à la générosité des membres de la Fondation devenus gouverneurs. Leur nombre est passé de 26 en 1968, à 1300 en 1973.

### 1974
Le 7 janvier, le Centre ouvre officiellement ses portes.

### 1983
L'intégration d'ÉPIC à l'ICM est sanctionnée par le ministère des Affaires sociales. La Fondation ÉPIC s'intéressera désormais aux projets mis de l'avant par l'ICM à l'intérieur du Centre ÉPIC et ce, dans le plus grand intérêt des gouverneurs, des membres et de la population.

### 1987
Début de la recherche en prévention et réadaptation cardiaque au centre ÉPIC de l'ICM. Construction d'une chambre froide pour effectuer des projets de recherche avec des patients angineux. C'est une installation unique au Canada.

### 1988
C'est dans la joie et l'enthousiasme que le Centre ÉPIC célèbre ses 20 ans d'existence.

### 1989
ÉPIC prend du volume et ajoute 11 000 pieds carrés: aménagement d'un petit gymnase et de bureaux au-dessus des locaux existants.

### 1993
ÉPIC célèbre son 25e anniversaire.

### 1996
Le Centre ÉPIC vit à l'heure de l'informatisation. Dorénavant les membres auront une carte magnétique et seront à même d'entrer leurs données et de suivre leur progrès grâce à des postes informatisés disposés à plusieurs endroits dans le Centre.

### 1998
ÉPIC fête ses 30 ans.
Agrandissement du Centre: 7000 nouveaux pieds carrés sont ajoutés sur deux étages (salle de musculation, nouveaux vestiaires pour femmes, agrandissement du vestiaire des hommes, cuisine-école).

### 2001
Mise en place du Joggeur (unité murale informatisée) et de la carte à proximité à la suite du changement de langage informatique.

### 2002
ÉPIC a 35 ans! La Fondation ÉPIC souligne le départ à la retraite du fondateur du Centre et de sa Fondation M. Lionel Théorêt

### 2003
Création de la direction de la prévention par l'Institut de Cardiologie de Montréal.

### 2007-2008
Célébration du 40e anniversaire du Centre ÉPIC de l’ICM et début de la campagne de développement triennal de la Fondation ÉPIC qui permettra le troisième agrandissement. Ces espaces supplémentaires serviront notamment de salle d'enseignement en prévention et pour la recherche. Lors d'un concert bénéfice un album souvenir a été offert à chaque participants (lien de l’album souvenir).

## Quelques réalisations récentes

### 2007
Lancement de la campagne de financement de développement majeur
Le plancher du gymnase devient à la fine pointe de la technologie avec un nouveau revêtement et on procède à l'inauguration officielle du bistro santé.

### 2008
La salle de musculation est maintenant équipée d'appareils répondant aux besoins des membres et des nouvelles tendances en entraînement cardiovasculaire et musculaire.

### 2009
Le développement durable fait son entrée par des projets d'aménagement urbain de la façade. Les rénovations de l'accueil et des salles de conférence adoptent cette philosophie dans le choix des matériaux. On intègre la signalisation externe et interne à l'image de marque du Centre ÉPIC de l'ICM.

### 2010
À l’aire des nouvelles technologies nous offrons l’opportunité au Centre ÉPIC de refaire tout son site internet et de créer le blog du Dr Juneau, une première. La rénovation se poursuit pour intégrer davantage l'image de marque.

## Aujourd'hui
Le Centre ÉPIC compte aujourd'hui plus de 4 500 membres inscrits en prévention primaire et secondaire, ce qui en fait le centre de prévention le plus important au Canada.